# Asadipus julia
Asadipus julia is een spinnensoort uit de familie Lamponidae. De soort komt voor in Noordelijk Territorium en Queensland.